# Rafał Pawliczak
Rafał Tomasz Pawliczak (ur. 9 kwietnia 1968 w Łodzi) – polski lekarz-naukowiec, profesor Wydziału Lekarskiego, Oddziału Nauk Biomedycznych Uniwersytetu Medycznego w Łodzi.
Ukończył Liceum im. Mikołaja Kopernika w Łodzi, a w roku 1994 summa cum laude Wydział Lekarski Akademii Medycznej w Łodzi. Dalej kształcił się w Wielkiej Brytanii, Hiszpanii i Stanach Zjednoczonych. W roku 1995 rozpoczął pracę w Akademii Medycznej w Łodzi. Pracę naukową i dydaktyczną rozpoczął jako student demonstrator w Zakładzie Fizjologii i Zakładzie Genetyki Medycznej. Przebył wszystkie szczeble kariery naukowej od asystenta do profesora tytularnego. 30 grudnia 2009 otrzymał tytuł profesora nauk medycznych. Był prodziekanem ds. nauki Wydziału Nauk Biomedycznych i Kształcenia Podyplomowego Uniwersytetu Medycznego w Łodzi w latach 2008–2016. Jest przewodniczącym Sekcji Immunologii Klinicznej Polskiego Towarzystwa Alergologicznego. 
Zajmuje się pracą naukową z zakresu alergologii i pulmonologii. Opublikował szereg prac w zakresie patogenezy i patofizjologii astmy oskrzelowej związanej z nadwrażliwością na aspirynę oraz patogenezy polipów nosa. Interesuje się rolą kwasu arachidonowego i jego metabolitów w zapaleniu alergicznym dróg oddechowych.
Obok intensywnej działalności naukowej jest także praktykującym lekarzem alergologiem, zajmuje się także popularyzacją wiedzy o astmie i chorobach alergicznych wśród pacjentów.

## Nagrody i wyróżnienia[7]
- 1996 Stypendium Fundacji im. Jakuba hr. Potockiego
- 1999-2002 Stypendium John E. Fogarty International Postdoctoral Fellowship, National Institutes of Health (NIH), Bethesda, USA
- 2005 Nagroda Premiera RP za rozprawę habilitacyjną
- 2006 Nagroda Ministra Zdrowia za publikacje
- 2009 Nagroda Polskiego Towarzystwa Statystycznego za promotorstwo pracy doktorskiej dr. Tomasza Adamusiaka (Wydarzenia UMED)